# Sankt Martin am Grimming
Sankt Martin am Grimming è una frazione di 764 abitanti del comune austriaco di Mitterberg-Sankt Martin, nel distretto di Liezen (subdistretto di Gröbming), in Stiria. Già comune autonomo, il 1º gennaio 2015 è stato fuso con l'altro comune soppresso di Mitterberg per costituire il nuovo comune.